# Linha 6 (Metro de Barcelona)

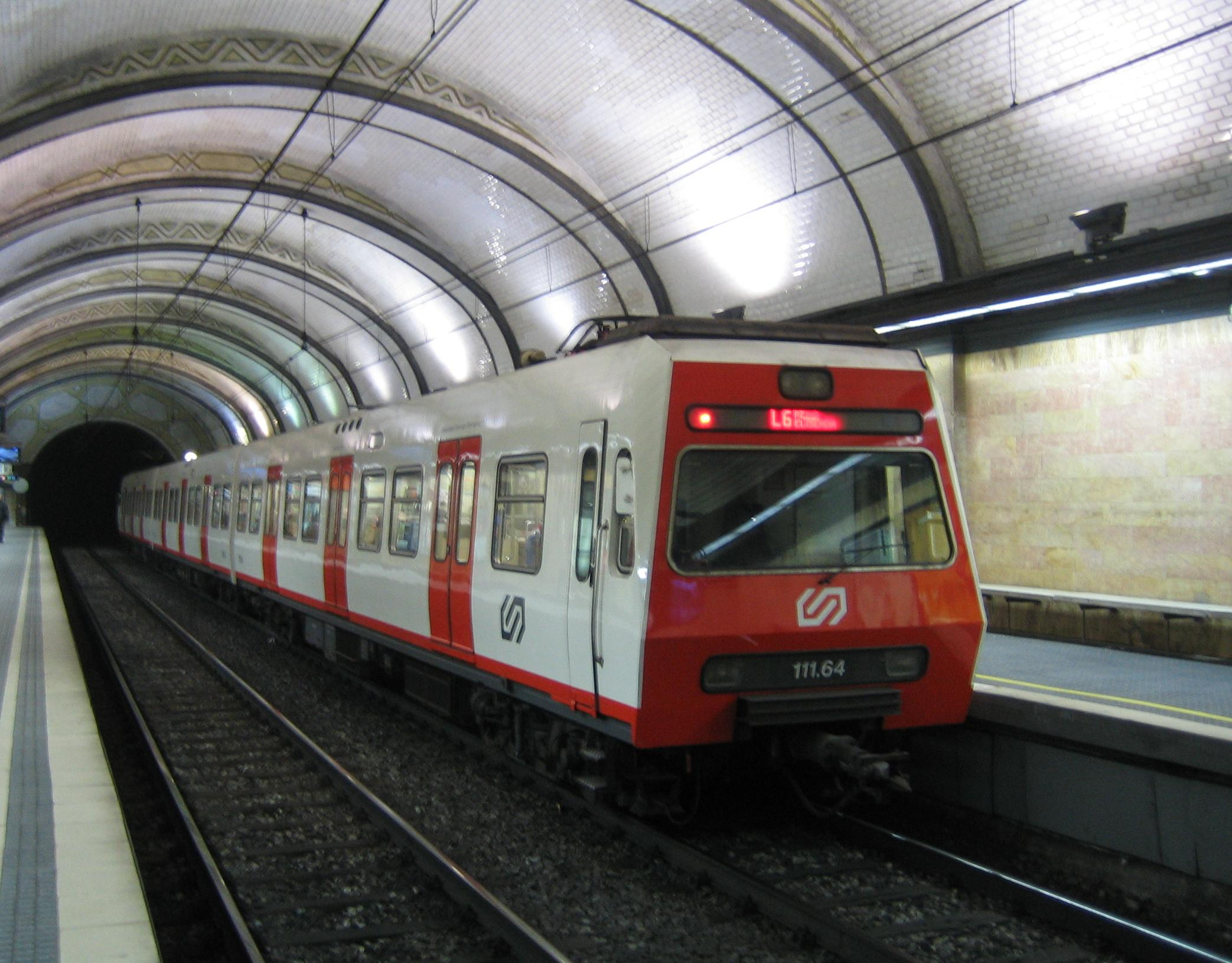
Estação Provença.

A Linha 6 do Metro de Barcelona é operada pela FGC. A configuração atual esta em funcionamento desde 1976.
O trecho pode ser considerado o mais antigo percurso ferroviário urbano do mundo. A linha original entrou em operação em 1863, nove anos após a derrubada das muralhas da cidade de Barcelona. 
Na época a atração dos trens era feita a vapor. A bitola seguia o padrão da bitola ibérica.

## Informações técnicas

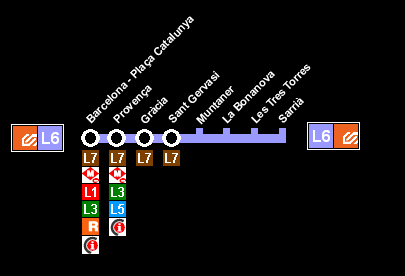
Linha 6 do Metro de Barcelona

| Cor                           | roxo                            |
| Número de estações            | 8                               |
| Tipo                          | Metro convencional              |
| Distância                     | 4,8km.                          |
| Trens                         | Série 112, 113 e 114.           |
| Tempo de viagem               | 13 minutos.                     |
| bitola da via                 | 1.435 mm (bitola internacional) |
| Tração                        | Eletricidade                    |
| Trecho ao ar livre            | Nenhum                          |
| Cobertura de telefone celular | Disponível em toda linha        |
| Oficinas e páteos de manobra  |                                 |
| Operadora                     | FGC                             |